# Церковь Петра Митрополита (Переславль-Залесский)
Це́рковь Петра́ Митрополи́та — православный храм в городе Переславле-Залесском Ярославской области. Редкий памятник архитектуры XVI века. В настоящее время закрыт, ведутся реставрационные работы.

## Архитектура
Церковь сложена из кирпича с дубовыми связями в форме равноконечного креста; каждая сторона храма снаружи разделена на 3 части плоскими колоннами, вверху соединёнными дугообразными перемычками; в средине находится по одному окну, расширенному уже впоследствии. Прямо на сводах, без внутренних столбов, утверждён восьмигранный фонарь, оканчивающийся вверху висячим карнизом, поддерживаемым на каждой грани двумя кронштейнами; по карнизу выведены дугообразные небольшие лопатки с небольшими же промежутками. Над фонарём выведен конусообразный восьмигранник, на вершине которого небольшой восьмигранный фонарь с щелеобразными окнами; он отделён от конуса поясом, на фонаре чешуйчатая железная глава в виде срезанной луковицы.
Всё здание горизонтальным поясом разделено на два яруса; в нижнем этаже с конца XVIII столетия устроена тёплая церковь.
С трёх сторон церкви устроена крытая галерея на полукруглых арках; в настоящее время эти арки заложены и галерея непосредственно соединена с тёплой церковью. В верхнюю церковь ведут 3 двери; притолоки — в виде полукруглых колонок, верх стрельчатый.
Престолов в церкви два: в верхней холодной во имя святого Петра митрополита; в нижней тёплой в честь архистратига Михаила.
До 1821 года при церкви была деревянная колокольня, которая в этом году, за совершенною ветхостию, была разобрана и устроена с южной стороны небольшая каменная.

## История
Церковь известна с 1420 года как деревянная.
Каменная церковь освящена 27 сентября 1584 или 1585 (7093) года.
Ввиду того, что церковь значится с XVII века на государевом старом дворе, можно думать, что она была домовой дворцовой церковью и что строителем её был кто-нибудь из великих князей Московских.
В патриарших окладных книгах Петромитрополитская церковь упомянута в первый раз под 162 (1654). До 1781 года она была ружною, состояла «на жалованьи государства».
Первоначальное устройство нижнего этажа, с толстыми стенами и сводами, возможно, назначено было для заточения лиц, попавших под опалу великого князя. Впоследствии здесь, под сводами, помещалась денежная казна Переславской Провинциальной Канцелярии. К 1792 году помещение под церковью было очищено.
Церковь реставрировалась в 1880-х годах под руководством В. В. Суслова. Наружные стены к 1885 году были заштукатурены вгладь и окрашены в мрачный густо-лиловый цвет. Внутри храма в это время всё было «ново, пёстро и безвкусно, старинная альфресковая живопись уничтожена и сделана новая на масле».

### Советский период
В 1957 году под руководством Е. М. Караваевой реставрировано лемеховое покрытие церкви.
Церковь реставрировалась по проекту Ивана Пуришева в 1970-х. Галерея восстановлена в облике, близком к первоначальному.
В 1988 году церковь находилась в аварийном состоянии. Надеясь восстановить её, горком ВЛКСМ и сотрудница Переславского музея-заповедника Н. Левицкая предлагали разместить на первом этаже видеобар или молодёжное кафе, на втором этаже клуб международной дружбы. Это предложение не имело успеха.
В 1991 году церковь возвращена Русской православной церкви.
В настоящее время ведутся реставрационные работы.